# Manfred Kindermann
Manfred Kindermann (* 23. Oktober 1938) ist ein ehemaliger deutscher Volleyballspieler und -trainer.

## Leben
Manfred Kindermann spielte in den 1960er Jahren Volleyball beim USC Münster und wurde als Zuspieler von 1965 bis 1970 sechsmal in Folge Deutscher Meister. In dieser Zeit war Manfred Kindermann auch 71-facher deutscher Nationalspieler. Kindermann betreute 1972 bei den Olympischen Spielen in München als Bundestrainer die Männer-Nationalmannschaft. 1971 und 1972 wurde er als Trainer der Männer vom USC Münster Deutscher Meister.
Kindermann war von 1969 bis 2003 Dozent für Psychologie und Sportwissenschaft an der Universität Münster und Spezialist für die „Trainingslehre des Volleyballs“.